# La China, Sonora
La China är en ort i Mexiko.   Den ligger i kommunen Huatabampo och delstaten Sonora, i den västra delen av landet, 1 400 km nordväst om huvudstaden Mexico City. La China ligger 8 meter över havet och antalet invånare är 101.
Terrängen runt La China är mycket platt. Runt La China är det ganska tätbefolkat, med 67 invånare per kvadratkilometer. Närmaste större samhälle är Huatabampo, 10,6 km öster om La China. Trakten runt La China består till största delen av jordbruksmark.